# Лико (гора)
Лико — гора-инзельберг в районе Альто-Молоку провинции Замбезия в северной части Мозамбика, известная своими девственными тропическими лесами на вершине. Высота горы примерно 1100 метров над уровнем моря. Наличие отвесных каменных стен высотой до 700 метров над окружающей местностью является естественной преградой для любого проникновения человека. Лес на вершине, внутри вулканического кратера, занимает площадь около 30 гектаров.
Гора Лико с нетронутым участком леса на вершине представляет особый научный интерес. В 2012 году она была «открыта» Джулианом Бейлиссом из университета Оксфорд-Брукс при помощи сервиса Google Планета Земля. Ранее аналогичным образом учёный «открыл» гору Мабу, расположенную в 70 километрах на юго-запад.
В мае 2018 года команда учёных во главе с Бейлиссом отправилась в экспедицию на вершину горы для изучения её уникальной среды обитания. Было обнаружено несколько новых видов животных, в том числе новый вид чешуекрылых. Также были обнаружены несколько перевёрнутых горшков, которые были установлены у истока ручья на вершине горы, вероятно, по религиозным соображениям.